# Региниуссен, Торе
То́ре Регини́уссен (норв. Tore Reginiussen; род. 10 апреля 1986, Алта, Финнмарк) — норвежский футболист, играл на позиции центрального защитника.

## Карьера
В 2003 году дебютировал за клуб из своего родного города «Алту». Проведя в нём два сезона, заинтересовал селекционеров известных норвежских клубов, таких как «Бранн», «Будё-Глимт» и «Тромсё». Именно последний клуб стал местом его дальнейшей работы. В первом же сезоне был признан лучшим игроком «Тромсё» и заинтересовал известные европейские клубы, но в июне 2007 года продлил контракт до 2009 года.
14 ноября 2008 года приехал на просмотр в «Блэкберн Роверс». Клубу он не подошёл, после чего Торе отправился на просмотр в другой английский клуб — «Фулхэм», вместе с Бреде Хангеландом и Эриком Невландом, но в отличие от них, контракт с Торе не был подписан.
21 декабря 2009 года Торе объявил, что уходит из «Тромсё» и переходит в немецкий «Шальке», куда он приехал сразу после открытия трансферного окна. Контракт с «Шальке 04» был подписан на три с половиной года. В Бундеслиге дебютировал 30 января 2010 года в матче двадцатого тура против «Хоффенхайма», закончившимся со счётом 2:0 в пользу гельзенкирхенцев. На 72-й минуте матча Торе заменил Кристофа Морица.
В августе 2012 года подписал контракт с норвежским «Русенборгом» сроком на три года.

## Карьера в сборной
Провёл 15 матчей за молодёжную команду Норвегии, был одним из её лидеров. 28 мая 2008 года дебютировал в сборной Норвегии товарищеским матче с национальной командой Уругвая, закончившимся со счётом 2:2. Первый гол за сборную забил 20 августа 2008 года в товарищеском матче с командой Ирландии, закончившимся со счётом 1:1.

## Статистика

### Матчи Региниуссена за сборную Норвегии
| Матчи Региниуссена за сборную Норвегии | Матчи Региниуссена за сборную Норвегии | Матчи Региниуссена за сборную Норвегии | Матчи Региниуссена за сборную Норвегии | Матчи Региниуссена за сборную Норвегии | Матчи Региниуссена за сборную Норвегии |
| -------------------------------------- | -------------------------------------- | -------------------------------------- | -------------------------------------- | -------------------------------------- | -------------------------------------- |
| №                                      | Дата                                   | Соперник                               | Счёт                                   | Голы Региниуссена                      | Соревнование                           |
| 1                                      | 26 марта 2008                          | Черногория                             | 1:3                                    | —                                      | Товарищеский матч                      |
| 2                                      | 28 мая 2008                            | Уругвай                                | 2:2                                    | —                                      | Товарищеский матч                      |
| 3                                      | 20 августа 2008                        | Ирландия                               | 1:1                                    | 1                                      | Товарищеский матч                      |
| 4                                      | 6 сентября 2008                        | Исландия                               | 2:2                                    | —                                      | Чемпионат мира 2010 (отбор)            |
| 5                                      | 19 ноября 2008                         | Украина                                | 0:1                                    | —                                      | Товарищеский матч                      |
| 6                                      | 28 марта 2009                          | ЮАР                                    | 1:2                                    | —                                      | Товарищеский матч                      |
| 7                                      | 1 апреля 2009                          | Финляндия                              | 3:2                                    | —                                      | Товарищеский матч                      |
| 8                                      | 10 октября 2009                        | ЮАР                                    | 1:0                                    | —                                      | Товарищеский матч                      |
| 9                                      | 15 января 2012                         | Датская Суперлига                      | 1:1                                    | —                                      | Товарищеский матч                      |
| 10                                     | 18 января 2012                         | Таиланд                                | 1:0                                    | 1                                      | Товарищеский матч                      |
| 11                                     | 21 января 2012                         | Республика Корея                       | 0:3                                    | —                                      | Товарищеский матч                      |
| 12                                     | 29 февраля 2012                        | Северная Ирландия                      | 3:0                                    | —                                      | Товарищеский матч                      |
| 13                                     | 14 ноября 2012                         | Венгрия                                | 2:0                                    | —                                      | Товарищеский матч                      |
| 14                                     | 6 февраля 2013                         | Украина                                | 0:2                                    | —                                      | Товарищеский матч                      |
| 15                                     | 7 июня 2013                            | Албания                                | 1:1                                    | —                                      | Чемпионат мира 2014 (отбор)            |
| 16                                     | 11 июня 2013                           | Македония                              | 2:0                                    | —                                      | Товарищеский матч                      |
| 17                                     | 15 октября 2013                        | Исландия                               | 1:1                                    | —                                      | Чемпионат мира 2014 (отбор)            |
| 18                                     | 15 ноября 2013                         | Дания                                  | 1:2                                    | —                                      | Товарищеский матч                      |
| 19                                     | 19 ноября 2013                         | Шотландия                              | 0:1                                    | —                                      | Товарищеский матч                      |
| 20                                     | 15 января 2014                         | Молдова                                | 2:1                                    | —                                      | Товарищеский матч                      |
| 21                                     | 18 января 2014                         | Польша                                 | 0:3                                    | —                                      | Товарищеский матч                      |
| 22                                     | 10 июня 2017                           | Чехия                                  | 1:1                                    | —                                      | Чемпионат мира 2018 (отбор)            |
| 23                                     | 8 октября 2017                         | Северная Ирландия                      | 1:0                                    | —                                      | Чемпионат мира 2018 (отбор)            |
| 24                                     | 14 ноября 2017                         | Словакия                               | 0:1                                    | —                                      | Товарищеский матч                      |
| 25                                     | 23 марта 2018                          | Австралия                              | 4:1                                    | 1                                      | Товарищеский матч                      |
| 26                                     | 6 июня 2018                            | Панама                                 | 1:0                                    | —                                      | Товарищеский матч                      |
| 27                                     | 8 сентября 2019                        | Швеция                                 | 1:1                                    | —                                      | Чемпионат Европы 2020 (отбор)          |
| 28                                     | 15 ноября 2019                         | Фарерские острова                      | 4:0                                    | 1                                      | Чемпионат Европы 2020 (отбор)          |
| 29                                     | 18 ноября 2019                         | Мальта                                 | 2:1                                    | —                                      | Чемпионат Европы 2020 (отбор)          |
| 30                                     | 4 сентября 2020                        | Австрия                                | 1:2                                    | —                                      | Лига наций УЕФА 2020/2021              |
| 31                                     | 8 октября 2020                         | Сербия                                 | 1:2                                    | —                                      | Чемпионат Европы 2020 (отбор)          |

Итого: 31 матч / 4 гола; 12 побед, 8 ничьих, 11 поражений.

## Достижения
«Русенборг»
- Чемпион Норвегии (4): 2015, 2016, 2017, 2018
- Серебряный призёр чемпионата Норвегии (2): 2013, 2014
- Бронзовый призёр чемпионата Норвегии : 2012
- Обладатель Кубка Норвегии (3): 2015, 2016, 2018
- Обладатель Суперкубка Норвегии (2): 2017, 2018

«Тромсё»
- Бронзовый призёр чемпионата Норвегии : 2008

## Семья
Имеет двух братьев: Мадс с 2009 года играет за «Тромсё», Кристиан играет за «Алту».
У Региниуссена есть двое сыновей, родившихся в январе 2013 и 2016 года, от Лене Нильсен. Пара вступила в брак в ноябре 2014 года.
В сентябре 2015 года Региниуссен сделал заявление для норвежских СМИ и общественности с призывом о помощи с сирийскими беженцами. Региниуссен рассказал в интервью 2017 года, что он учится на терапевта после того, как его игровые дни закончатся. В марте 2018 года он был включен в список 500 самых важных игроков мирового футбола . Вместе с тогдашним товарищем по команде Полом Андре Хелландом они говорили о гомосексуализме в футболе в июле 2020 года.